# Liste der Biografien/Baut
Liste der Biografien |
Portal Biografien |
Personensuche
# |
A |
B |
C |
D |
E |
F |
G |
H |
I |
J |
K |
L |
M |
N |
O |
P |
Q |
R |
S |
T |
U |
V |
W |
X |
Y |
Z |
?
 
Ba |
Be |
Bd |
Bg |
Bh |
Bi |
Bj |
Bl |
Bm |
Bn |
Bo |
Br |
Bs |
Bu |
Bw |
By |
Bz
 
Baa |
Bab |
Bac |
Bad |
Bae |
Baf |
Bag |
Bah |
Bai |
Baj |
Bak |
Bal |
Bam |
Ban |
Bao |
Bap |
Baq |
Bar |
Bas |
Bat |
Bau |
Bav |
Baw |
Bax–Baz
 
Baub |
Bauc |
Baud |
Baue |
Bauf |
Baug |
Bauh |
Bauk |
Baul |
Baum |
Baun |
Baup |
Bauq |
Baur |
Baus |
Baut |
Bauv |
Bauw |
Baux |
Bauy |
Bauz
Die Liste der Biografien führt alle Personen auf, die in der deutschsprachigen Wikipedia einen Artikel haben. Dieses ist eine Teilliste mit 51 Einträgen von Personen, deren Namen mit den Buchstaben „Baut“ beginnt.

## Baut

### Bauta
- Bautain, Louis Eugène Marie († 1867), französischer Philosoph und Priester

### Baute
- Baute, Carlos (* 1974), venezolanischer Sänger

### Bauti
- Bautier, André (* 1907), belgischer Eishockeyspieler
- Bautier, Robert-Henri (1922–2010), französischer Historiker
- Bautin, Sergei Wiktorowitsch (1967–2022), russisch-belarussischer Eishockeyspieler
- Bautista Agut, Roberto (* 1988), spanischer TennisspielerRoberto Bautista Agut (* 1988)

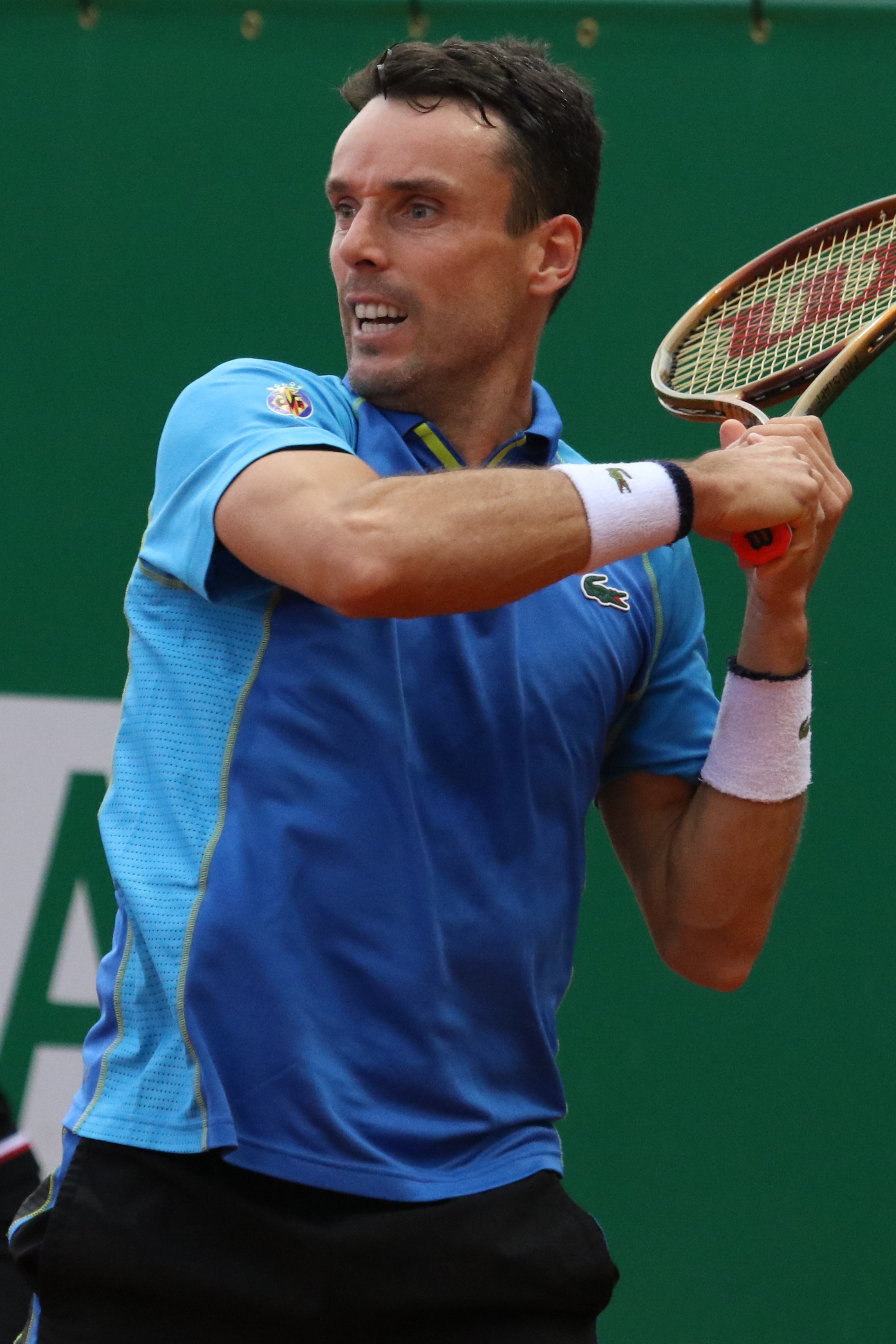
Roberto Bautista Agut (* 1988)

- Bautista Alfonseca, Juan (1810–1875), dominikanischer Komponist und Kapellmeister
- Bautista Herrera, Adolfo (* 1979), mexikanischer Fußballspieler
- Bautista Maulión, Mario Luis (1934–2020), argentinischer Geistlicher und römisch-katholischer Erzbischof von Paraná
- Bautista Morales, Juan († 1664), spanischer Missionar der Dominikaner in China
- Bautista Otero, Juan (* 1964), katalanischer Dirigent, Musikherausgeber, Opernregisseur und Autor
- Bautista Pina, Daniel (* 1981), spanischer Fußballspieler
- Bautista Urbaneja, Diego (1782–1856), venezolanischer Anwalt, Journalist und Politiker
- Bautista, Álvaro (* 1984), spanischer Motorradrennfahrer
- Bautista, Aurora (1925–2012), spanische Schauspielerin
- Bautista, Clinton Kingsley (* 1992), philippinischer Hürdenläufer
- Bautista, Conchita (* 1936), spanische Sängerin und Schauspielerin
- Bautista, Daniel (* 1952), mexikanischer Leichtathlet und Olympiasieger
- Bautista, Dave (* 1969), US-amerikanischer WrestlerDave Bautista (* 1969)

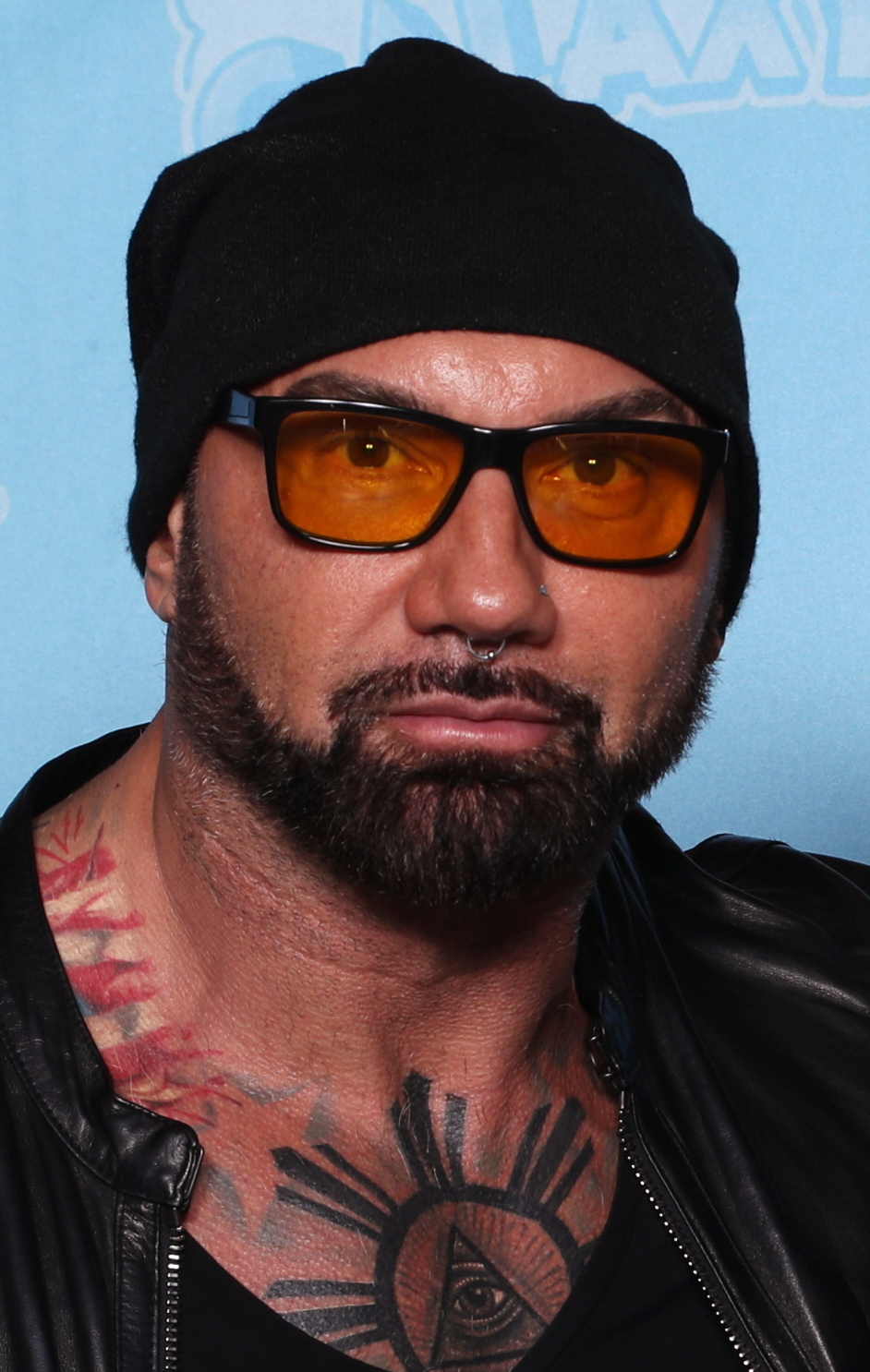
Dave Bautista (* 1969)

- Bautista, Francisco (* 1972), mexikanischer Marathonläufer
- Bautista, Julián (1901–1961), argentinischer Komponist
- Bautista, Lilia R. (* 1935), philippinische Juristin Mitglied im Appellate Body der Welthandelsorganisation
- Bautista, Lucía (* 2002), kolumbianische Squashspielerin
- Bautista, Rafael (* 1965), mexikanischer Fußballspieler
- Bautista, Rubén, mexikanischer Poolbillardspieler
- Bautista, Yleana (* 1947), kubanische Pianistin und Musikpädagogin

### Bauto
- Bauto, römischer Heermeister

### Bautr
- Bautronis, Andrius (* 1987), litauischer Politiker, Bürgermeister der Rajongemeinde Raseiniai
- Bautru de Serrant, Guillaume (1588–1665), französischer Staatsdiener, Diplomat, Literat und Mitglied der Académie française

### Bauts
- Bautsch, Hans-Joachim (1929–2005), deutscher Mineraloge

### Bauty
- Bauty, Adolphe (1798–1880), Schweizer evangelischer Geistlicher und Politiker
- Bauty, Edouard (1874–1968), Schweizer Journalist

### Bautz
- Bautz, Christoph (* 1972), deutscher Biologe
- Bautz, Christoph (* 1978), deutscher Schauspieler und Sprecher
- Bautz, Edmund (1881–1972), deutscher Maler
- Bautz, Edward junior (1920–2007), US-amerikanischer Offizier, Generalmajor der US-Army
- Bautz, Erich (1913–1986), deutscher Radrennfahrer
- Bautz, Franz Josef (1925–2011), deutscher Journalist und Publizist
- Bautz, Friedrich Wilhelm (1906–1979), deutscher evangelischer Theologe und Schriftsteller
- Bautz, Hans (1908–1986), deutscher Bildhauer
- Bautz, Hans-Martin (1948–2017), deutscher Radrennfahrer
- Bautz, Joseph (1843–1917), deutscher römisch-katholischer Priester und Theologe
- Bautz, Julia (* 1993), deutsche Synchronsprecherin und Sängerin
- Bautz, Marie (1879–1929), deutsche Politikerin (SPD), MdHB
- Bautz, Michael (1940–2017), deutscher Geistlicher, Generalvikar Bistum Dresden-Meißen
- Bautz, Traugott (1945–2020), deutscher Buchhändler, Verleger, Studienrat und Herausgeber des Biographisch-Bibliographischen Kirchenlexikons
- Bautz, Werner (1949–2008), deutscher Mediziner
- Bautzmann, André (* 1990), deutscher Kabarettist, Sänger und Kabarettautor
- Bautzmann, Georg (1935–2025), deutscher Brigadegeneral des Heeres der Bundeswehr, Angehöriger des Bundesnachrichtendienstes
- Bautzmann, Ines (* 1958), deutsche Skilangläuferin
- Bautzmann, Johann Christoph (* 1645), deutscher Mediziner